# Alison Doody

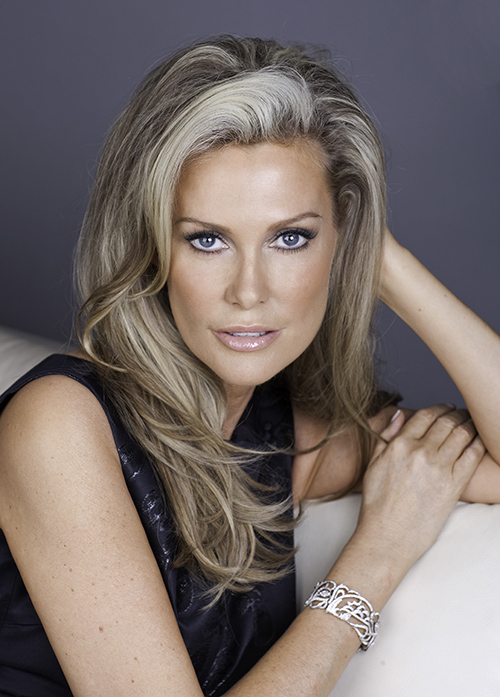
Alison Doody (2009)

Alison Doody (* 11. November 1966 in Dublin) ist ein irisches Model und Schauspielerin.

## Leben
Doody wurde als jüngstes von drei Kindern geboren. Ihre Eltern sind Joan Doody, eine Schönheitschirurgin, und Patrick Doody, ein Landwirt. Sie wurde bei einem Fotoshooting entdeckt und begann zunächst als Model zu arbeiten, was ihren Bekanntheitsgrad erhöhte und ihr den Einstieg ins Filmgeschäft ermöglichte.
Einen ihrer ersten Auftritte hatte Doody 1985 in einer Nebenrolle in dem Bondfilm James Bond 007 – Im Angesicht des Todes (A View to a Kill). Die Jahre darauf wirkte sie in weiteren Filmproduktionen mit und spielte unter anderem an der Seite von Schauspielergrößen wie Liam Neeson und Pierce Brosnan. Ihr großer Durchbruch kam 1989 mit dem Steven-Spielberg-Film Indiana Jones und der letzte Kreuzzug, in dem sie neben dem Hauptdarsteller Harrison Ford die weibliche Hauptrolle der Dr. Elsa Schneider übernahm. Weitere bekannte Rollen, die sie spielte, waren die der Anne Marie Athos in Der Ring der Musketiere (1992) und in dem Quatermain-Remake Quatermain und der Schatz des König Salomon (2004) als Elisabeth Maitland an der Seite von Patrick Swayze.
Peter Jackson bot Doody zudem die Rolle der Éowyn in seiner Herr-der-Ringe-Trilogie an, was sie jedoch auf Grund ihrer damaligen Schwangerschaft ablehnte. Die Rolle ging schließlich an die Australierin Miranda Otto.
Doody heiratete 1994 den Geschäftsmann Gavin O’Reilly, den Sohn von Tony O’Reilly. Aus dieser Ehe hat sie zwei Töchter. 2004 trennten sich die beiden.

## Filmografie (Auswahl)
- 1985: James Bond 007 – Im Angesicht des Todes (A View to a Kill)
- 1987: Auf den Schwingen des Todes (A Prayer for the Dying)
- 1988: Ein Mann wie Taffin (Taffin)
- 1989: Indiana Jones und der letzte Kreuzzug (Indiana Jones and the Last Crusade)
- 1991: Duell der Leidenschaften (Duel of Hearts, Fernsehfilm)
- 1992: Der Ring der Musketiere (Ring of the Musketeers, Fernsehfilm)
- 1994: Die Indianer von Cleveland II (Major League II)
- 2004: Quatermain und der Schatz des König Salomon (King Solomon's Mines, Fernsehfilm)
- 2011–2012: Beaver Falls (Fernsehserie, 12 Folgen)
- 2014: We Still Kill the Old Way
- 2016: Broer
- 2017: Division 19
- 2022: RRR